# Tony Martin (cestista)
Anthony Joseph Martin, detto Tony (Houston, 12 settembre 1966), è un ex cestista statunitense.

## Carriera
Con gli Stati Uniti ha vinto l'oro ai FIBA Americas Championship 1993. In carriera ha giocato nei Denso White Wolves in Giappone, nei Maratonistas de Coamo, Cocodrilos de Caracas, Rockford Lightning, Southern California Surf.